# Jaicós
Jaicós là một đô thị thuộc bang Piauí, Brasil. Đô thị này có diện tích 854,342 km², dân số năm 2007 là 16827 người, mật độ 19,7 người/km².